# Cimera intercoreana d'abril de 2018
La cimera coreana d'abril de 2018 (Hangul: 2018년 남북정상회담, Hanja: 2018年 南北頂上會談) va tenir lloc el 27 d'abril de 2018 al costat sud-coreà de l'Àrea de Seguretat Conjunta entre el president Moon Jae-in de Corea del Sud i líder suprem Kim Jong-un de la República Popular Democràtica de Corea. Va ser la tercera cimera coreana i la primera en onze anys. També va ser la primera vegada, des del final de la Guerra de Corea al 1953, que un líder nord-coreà va entrar a territori sud coreà. Moon també va trepitjar breument territori nord coreà. La cimera va centrar-se en el programa d'armes nuclears de Corea del Nord, la desnuclearització de la península de Corea i la signatura de la pau permanent.

## Agenda de la cimera
Dos alts funcionaris d'ambdues corees van mantenir una reunió al llarg del dia 4 d'abril per debatre els detalls de la cimera que va tenir lloc a la Casa de la Pau. La cimera va abordar principalment la desnuclearització i la millora de les relacions entre ambdós països per al seu benefici mutu. Tot i que més de 200 organitzacions no governamentals van demanar la inclusió de qüestions relacionades amb els drets humans de Corea del Nord, no va ser inclosa a l'agenda, degut a la urgència d'una possible desnuclearització i la firma de la pau definitica a la Península de Corea.

## Cimera
Corea del Nord va acceptar la Casa de la Pau, situada dins la frontera sud a l'Àrea de Seguretat Conjunta de Panmunjeom, com a punt de reunió.
La reunió va ser la primera visita d'un líder norcoreà a territori del sud. Ambdós líders es van donar la mà a la línia que marca la frontera, i va ser retransmés en directe. Moon va acceptar una invitació de Kim per passar breument al costat nord de la línia, abans que els dos caminessin junts a la Casa de la Pau.
A més de les converses, ambdós líders sembrar arbres utilitzant sòl i aigua d'ambdós països i van assistir a un banquet, per a clausurar la jornada. Molts elements de la reunió van ser dissenyats expressament per al simbolisme, incloent una taula de reunions ovalada que mesura 2018 mil·límetres per representar l'any.
Els dos líders anaven acompanyats de les seves dones i d'altres persones presents a la reunió:
Corea del Nord
- Kim Yong-nam, President de l'Assemblea i cap d'estat nominal
- Kim Yo-jong, ministra de propaganda, germana de Kim Jong-un
- Kim Yong-chol, vicepresident del govern
- Choe Hwi, vicepresident del Partit del Treball de Corea
- Ri Son-gwon, president del Comité per la Reconciliació de Corea
- Ri Myong-su, cap del personal general de l'Exèrcit Popular de Corea
- Ri Yong-ho, ministre d'exteriors
- Ri Su-yong, vicepresident del Partit del Treball de Corea
- Pak Yong-sik, ministre de defensa

Corea del Sud
- Chung Eui-yong, assessor de seguretat nacional
- Suh Hoon, director nacional de serveis d'intel·ligència
- Cho Myoung-gyon, ministre de la reunificació
- Im Jong-seok, Cap de la Secretaria Presidencial
- Song Young-moo, ministre de defensa
- Kang Kyung-wha, ministre d'exteriors
- Jeong Kyeong-doo, president del Cap de Personal Conjunt

## Conferència i acord
En una conferència de cara a la premsa, Kim i Moon feren una sèrie de promeses respecte la cooperació i la pau entre els seus països. Destaca el compromís de treballar cap a la desnuclearització de la península coreana, sense que Kim es comprometera explícitament a que Corea del Nord deixara de tindre armes nuclears. A més els dos líders acordaren, més tard aquell any, convertir l'Acord d'Armistici Coreà en un complet tractat de pau, formalment acabant la Guerra de Corea després de 65 anys. A més. es van comprometre a acabar les "activitats hostils" entre els països per a continuar les reunions de les famílies dividides i millorar les connexions per la frontera i per a cessar les emissions propagandístiques fetes per la frontera. L'acord és conegut com la Declaració Panmunjom per la Pau, Prosperitat i Unificació de la Península Coreana i fou signada per ambdós líders a Panmunjon, un poble fronterer de Corea del Sud. la conferència de premsa fou mostrada en directe a la televisió sud-coreana; així i tot, mostrar-ho en directe no era permès a Corea del Nord per la política del país de no emetre en directe esdeveniments on estiga el seu líder.
Els dos líders es van comprometre a comunicar-se més sovint i que Moon visitaria Pyongyang eixa tardor.

## Controvèrsia
El 24 d'abril de 2018, el Ministeri d'Afers Exteriors japonès protestà a l'Ambaixada de la República de Corea a l'estat japonès, citant l'aparició de les postres anomenades "Dokdo" al menú del sopar servit durant la cimera. Dokdo és el nom en coreà d'un arxipèlag d'illes petites a mig camí entre la República de Corea i el Japó que és objecte de disputa durant molt de temps per la seua apropiació administrativa estatal. Les postres de mango foren acompanyades de decoracions d'estil coreà i una representació de la Península Coreana que incloïa les illes. El 27 d'abril de 2018, Tarō Kōno, el ministre japonès d'afers exteriors, digué que trobà innecessari que hi haguera la postre Dokdo i afirmà reiteradament que l'arxipèlag forma part del territori japonès de manera inherent.

## Trobada del 26 de maig
El 26 de maig, Kim i Moon es van tornar a trobar a l'Àrea de Seguretat Conjunta, aquesta vegada al costat nord-coreà del poble Panmunjeom. La reunió va durar dues hores i, a diferència de les altres trobades, aquesta no s'havia anunciat amb anterioritat. Les fotos publicades per l'oficina presidencial de Corea del Sud van mostrar que Moon arribava al costat nord del poble de Panmunjeom i trobant-se amb la germana de Kim, Kim Yo-jong, abans de veure's amb Kim Jong-un. Moon estava acompanyat pel seu cap d'espionatge, Suh Hoon, i que Kim per Kim Yong-chol, ex cap d'intel·ligència militar i actual vicepresident del Comitè Central del Partit del Treball de Corea encarregat de les relacions inter-coreanes. La reunió es va centrar en la propera cimera amb el president estatunidenc Donald Trump. En un gest simbòlic, Kim i Moon es van tornar a abraçar abans que Moon tornés a Corea del Sud. Yoon Young-chan, portaveu de Moon, va declarar que s'explicarien detalls de la reunió el 27 de maig.